# Tsenovo
Tsenovo (bulgariska: Ценово) är en ort i Bulgarien.   Den ligger i kommunen Obsjtina Tsenovo och regionen Ruse, i den centrala delen av landet, 210 km öster om huvudstaden Sofia. Tsenovo ligger 58 meter över havet och antalet invånare är 2 229.
Terrängen runt Tsenovo är platt åt sydväst, men åt nordost är den kuperad. Närmaste större samhälle är Polski Trămbesj, 16,6 km söder om Tsenovo.
Trakten runt Tsenovo består till största delen av jordbruksmark. Runt Tsenovo är det ganska glesbefolkat, med 42 invånare per kvadratkilometer.